# Kentarō Hayashi
Kentarō Hayashi (林 健太郎 Hayashi Kentarō?,  nacido el 29 de agosto de 1972 en Tokio) es un exfutbolista japonés que se desempeñaba como centrocampista.
En 1995, Hayashi jugó 2 veces para la selección de fútbol de Japón.

## Trayectoria

### Clubes
| Club           | País  | Año         |
| -------------- | ----- | ----------- |
| Tokyo Verdy    | Japón | 1995 - 2005 |
| Vissel Kobe    | Japón | 1998        |
| Ventforet Kofu | Japón | 2006 - 2009 |

### Selección nacional
| Selección | País  | Año  |
| --------- | ----- | ---- |
| Absoluta  | Japón | 1995 |

## Estadística de equipo nacional
| Selección de Japón | Selección de Japón | Selección de Japón |
| Año                | Part.              | Goles              |
| ------------------ | ------------------ | ------------------ |
| 1995               | 2                  | 0                  |
| Total              | 2                  | 0                  |

## Palmarés

### Títulos nacionales
| Título             | Club           | País  | Año  |
| ------------------ | -------------- | ----- | ---- |
| Copa del Emperador | Verdy Kawasaki | Japón | 1996 |
| Copa del Emperador | Tokyo Verdy    | Japón | 2004 |